# (55638) 2002 VE95
(55638) 2002 VE95 é um objeto transnetuniano classificado como plutino. Foi descoberto em 14 de novembro de 2002 pelo NEAT. Possui um semieixo maior de 39,573 UA e um período orbital de 248,95 anos. Assumindo um albedo de 0,09, sua magnitude absoluta de 5,8 dá um diâmetro estimado de 334 km.